# 2004 în teatru
- 2002 în teatru — 2003 în teatru — 2004 în teatru — 2005 în teatru — 2006 în teatru

Anul 2004 în teatru a implicat o serie de noi evenimente semnificative.

## Evenimente
În anul 2004 au avut loc mai multe evenimente importante în dramaturgie:

## Premiere
În anul 2004 au avut loc mai multe premiere ale unor piese de teatru: 

### Premiere românești
Teatrul Național București
- 5 februarie: Sonată pentru saxofon și Eva de Eugen Șerbănescu, regia 	Mihai Manolescu
- 11 martie: Shirley Valentine de Willy Russell, regia Liliana Cîmpeanu
- 18 mai: Apus de soare de Barbu Ștefănescu Delavrancea, regia Dan Pița
- 10 octombrie: Coada de Paul Everac, regia Paul Everac
- 12 octombrie: Iubire de Lajos Barta, regia Grigore Gonța
- 21 octombrie: Lucrezia Borgia de Victor Hugo, regia Cristian Ioan
- 16 noiembrie: Egoistul de Jean Anouilh, regia Radu Beligan
- 21 noiembrie: Povestiri din zona interzisă după Svetlana Alexievici, regia Tudor Țepeneag

Teatrul Bulandra
Teatrul Nottara
Teatrul Odeon
Teatrul de Comedie
Teatrul Mic
Teatrul Foarte Mic
Teatrul Act

## Piese de teatru publicate
În anul 2004 au fost publicate pentru prima dată mai multe piese de teatru: